# Jakob Dylan
Jakob Dylan (Nueva York, 9 de diciembre de 1969) es un músico estadounidense, más conocido por ser el vocalista líder y escritor de la banda de rock The Wallflowers y actualmente por colaborar con Overflow Crowds Band. Es el hijo menor del cantautor Bob Dylan y Sara Lownds.

## Biografía
Jakob Luke Dylan es el menor de los cuatro hijos de Bob Dylan y Sara Dylan. Se casó con su amor de la infancia Nicole Paige Denny (conocida como la actriz Paige Dylan) en una ceremonia en casa de su madre Sara en 1992. Jakob y su familia residen en Los Ángeles. Es padre de cuatro hijos: Levi, nacido en 1994, James en 1998, un tercero en 2000 y un cuarto en 2007. Jakob es muy reservado sobre su familia al punto de que hay muy pocas fotografías de sus hijos o esposa.

## Discografía en solitario
- Women + Country (2010)
- Seeing Things (2008)